# Ü (слово латинице)
Ü ü (Ü ü; укосо: Ü ü), је слово или акценат латинице које обично представља блиски предњи заобљен самогласник [y] (лат. ипсилон). Зове се U са умлаутом/дијарезом. Класификовано је као засебно слово у неколико великих абецеда (укључујући азерску, естонску, немачку, мађарску и турску), али као слово U са умлаутом/дијарезом у другим језицима, као што су ујгурски, кримскотатарски, окцитански, татарски, каталонски, галицијски, гварани, шпански и туркменски. Иако није део њиховог писма, појављује се и у језицима као што су фински и шведски када се задржи у страним именима и речима као што је München („Munich“); У финском и шведском језику се пише у домаћим речима искључиво као Y y. Мали број холандских и африканских речи такође користи ово слово као дијарезу.

## Ü (слово)
Глиф U са умлаутом, појављује се у немачкој абецеди. Представља умлаутирани облик слова U, које се изговара као [yː] када је дуго, а [ʏ] када је кратко. Слово се пореди заједно са U, или UE.  У језицима који су усвојили немачка имена или правописе, као што је шведски, слово се такође појављује.  Међутим, то није део писма ових језика. На шведском се слово зове tyskt, што значи немачко "Y".
У другим језицима који немају ово слово као део редовне абецеде или у ограниченим скуповима знакова као што је ASCII, U-умлаут се често замењује комбинацијом од два слова „uе“. Софтвер за оптичко препознавање знакова понекад га погрешно види као ii.

## U-дијареза (акценат)
Неколико језика користи дијарезу преко слова U да би показало да се слово изговара на уобичајен начин, без испадања, грађења дифтонга са суседним словима итд.
Шпански језик
На шпанском се ово слово користи за разликовање између „gue“/„güe“ [ge]/[gwe] и „gui“/„güi“ [gi]/[gwi]:
• nicaragüense („никарагвански“);
• pingüino („пингвин“).
Каталонски језик
Слично је и на каталонском:
• „gue~güe“ су [ge]~[gwe];
• „gui~güi“ су [gi]~[gwi];
• „que~qüe“ су [ke]~[kwe];
• „qui~qüi” су [ki]~[kwi]. 
...као редом у aigüea, pingüins, qüestio и adeqüi. Такође, Ü се користи да означи да се парови самогласника, који би иначе формирали дифтонг, морају изговарати као засебни слогови. 
Примери: 
•Raül;
•diürn.
Француски језик
У француском се дијареза се појављује преко "U" врло ретко, у неким неуобичајеним речима, попут:
• Capharnaüm/Capernaüm [-aɔm];
•Emmaüs [-ais].
Након правописних реформи из 1990. године, примењује се на још неколико речи, као што су: 
• aigüe (раније aiguë);
• ambigüe (раније ambiguë);
• argüer [аʁɡɥе] (раније без дијарезе).
Холандски језик и африканс
У холандском и африкансу се дијареза се појављује преко "U" врло ретко, у неким неуобичајеним речима, попут:
• geüpload [-ey].

## Типографија
Историјски гледано, јединствено слово Ü и Ü-дијареза су писани као U са две тачке изнад слова. U-умлаут се некад писало као U са малим е написаним изнад (Uͤ uͤ): е је касније дегенерисано у две вертикалне црте у средњевековним рукописима. У већини каснијих рукописа, ове цртице су заузврат скоро постале тачке.
У модерној типографији није било довољно простора на писаћим машинама и каснијим рачунарским тастатурама да би се омогућило и могућност ручног куцања U са две тачке (Ü) и U са цртицама.  Пошто су изгледали скоро идентично, два глифа су комбинована, што је такође урађено у рачунарским кодовима знакова као што је ISO 8859-1. 
Као резултат тога, није било начина да се разликују три различита знака. Док се разлика може поново креирати у модерном Unicode-у коришћењем комбиновања дијакритичких знакова, савремени типографски стандарди не препоручују то.
У мађарској абецеди, двоструко акутно Ü (Ű) је посебно слово које представља дуго Ü.

## Рачунарски кодови
| Знак                           | Ü                                     | Ü                                     | ü                                   | ü                                   |
| ------------------------------ | ------------------------------------- | ------------------------------------- | ----------------------------------- | ----------------------------------- |
| Назив у Уникоду                | LATIN CAPITAL LETTER U WITH DIAERESIS | LATIN CAPITAL LETTER U WITH DIAERESIS | LATIN SMALL LETTER U WITH DIAERESIS | LATIN SMALL LETTER U WITH DIAERESIS |
| Врста кодирања                 | децимална                             | хексадецимална                        | децимална                           | хексадецимална                      |
| Уникод                         | 220                                   | U+00DC                                | 252                                 | U+00FC                              |
| UTF-8                          | 195 156                               | C3 9C                                 | 195 188                             | C3 BC                               |
| Нумеричка референца знака      | &#220;                                | &#xDC;                                | &#252;                              | &#xFC;                              |
| Нумеричка референца знака      | &Uuml;                                | &Uuml;                                | &uuml;                              | &uuml;                              |
| EBCDIC family                  | 252                                   | FC                                    | 220                                 | DC                                  |
| ISO 8859-1/2/3/4/9/10/14/15/16 | 220                                   | DC                                    | 252                                 | FC                                  |
| CP437                          | 154                                   | 9A                                    | 129                                 | 81                                  |
| Code page 10029                | 134                                   | 86                                    | 159                                 | 9F                                  |
| GB/T 2312, GBK, GB 18030       |                                       |                                       | 168 185                             | A8 B9                               |
| HKSCS                          |                                       |                                       | 136 162                             | 88 A2                               |

## Слична слова
• Ӱ ӱ :
Ћириличко слово У са умлаутом/дијарезом.
• Ү ү : Ћириличко слово усправно У (Уе).
• Ұ ұ : Ћириличко слово Казашко кратко У.
• U u : Латиничко слово У.
• Ű ű : Латиничко слово Дуго Ü.